# Кукавська волость
Кукавська волость — історична адміністративно-територіальна одиниця Могилівського повіту Подільської губернії з центром у селі Мала Кукавка.
Станом на 1885 рік складалася з 11 поселень, 10 сільських громад. Населення — 8908 осіб (4395 чоловічої статі та 4513 — жіночої), 1352 дворових господарства.
|                     | Площа, десятин | У тому числі орної, дес. |
| ------------------- | -------------- | ------------------------ |
| Сільських громад    | 6778           | 6064                     |
| Приватної власності | 9252           | 5320                     |
| Іншої власності     | 275            | 239                      |
| Загалом             | 16305          | 11623                    |

Поселення волості:
- Мала Кукавка — колишнє власницьке село, 477 осіб, 79 дворів, школа, постоялий будинок. За 4 версти — бурякоцукровий завод із постоялим будинком.
- Велика Кукавка — колишнє власницьке село, 896 осіб, 150 дворів, православна церква, кузня.
- Жеребилівка — колишнє власницьке село при річці Лядова, 953 особи, 162 двори, православна церква, постоялий будинок, кузня.
- Іракліївка — колишнє власницьке село при річці Лядова, 537 осіб, 102 двори, каплиця, постоялий будинок.
- Ломазів — колишнє власницьке село при річці Лядова, 504 особи, 75 дворів, постоялий будинок.
- Нижчий Ольчедаїв — колишнє власницьке село при річці Лядова, 751 особа, 131 двір, православна церква, кузня, постоялий будинок, водяний млин, винокурний завод.
- Погоріла — колишнє власницьке село при річці Караєць, 953 особи, 177 дворів, православна церква, постоялий двір, 3 водяних млини.
- Рівне — колишнє власницьке село при річці Караєць, 1095 осіб, 196 дворів, православна церква, школа, поштова станція, постоялий двір, кузня, 2 водяних млини.
- Серебринці — колишнє власницьке село, 1306 осіб, 203 двори, православна церква, постоялий двір, постоялий будинок.
- Яструбна — колишнє власницьке село при річці Лядова, 429 осіб, 73 двори, православна церква, постоялий двір, постоялий будинок, 2 водяних млини, пивоварний і винокурний заводи.